# Pétra tou Romioú
Pétra tou Romioú, även kallat Afrodites klippa, är en klippa i Cypern som är ett välkänt turistmål.  Den ligger i distriktet Eparchía Páfou, i den sydvästra delen av landet, 90 km sydväst om huvudstaden Nicosia. Närmaste större samhälle är Geroskípou, 19 km nordväst om Pétra tou Romioú.